# Dolph Briscoe
Pour les articles homonymes, voir Briscoe.
Dolph Briscoe, Jr. (né le 23 avril 1923 et mort le 27 juin 2010, d'une pneumonie) est un homme politique américain démocrate qui a été gouverneur du Texas entre 1973 et 1979.

## Biographie
Banquier et homme d'affaires texan, il est député à la Chambre des représentants du Texas entre 1953 et 1957. Élu gouverneur en 1973 à l'époque du scandale Sharpstown, il est battu par le républicain William Clements en 1979.